# باول فون هيندنبورغ

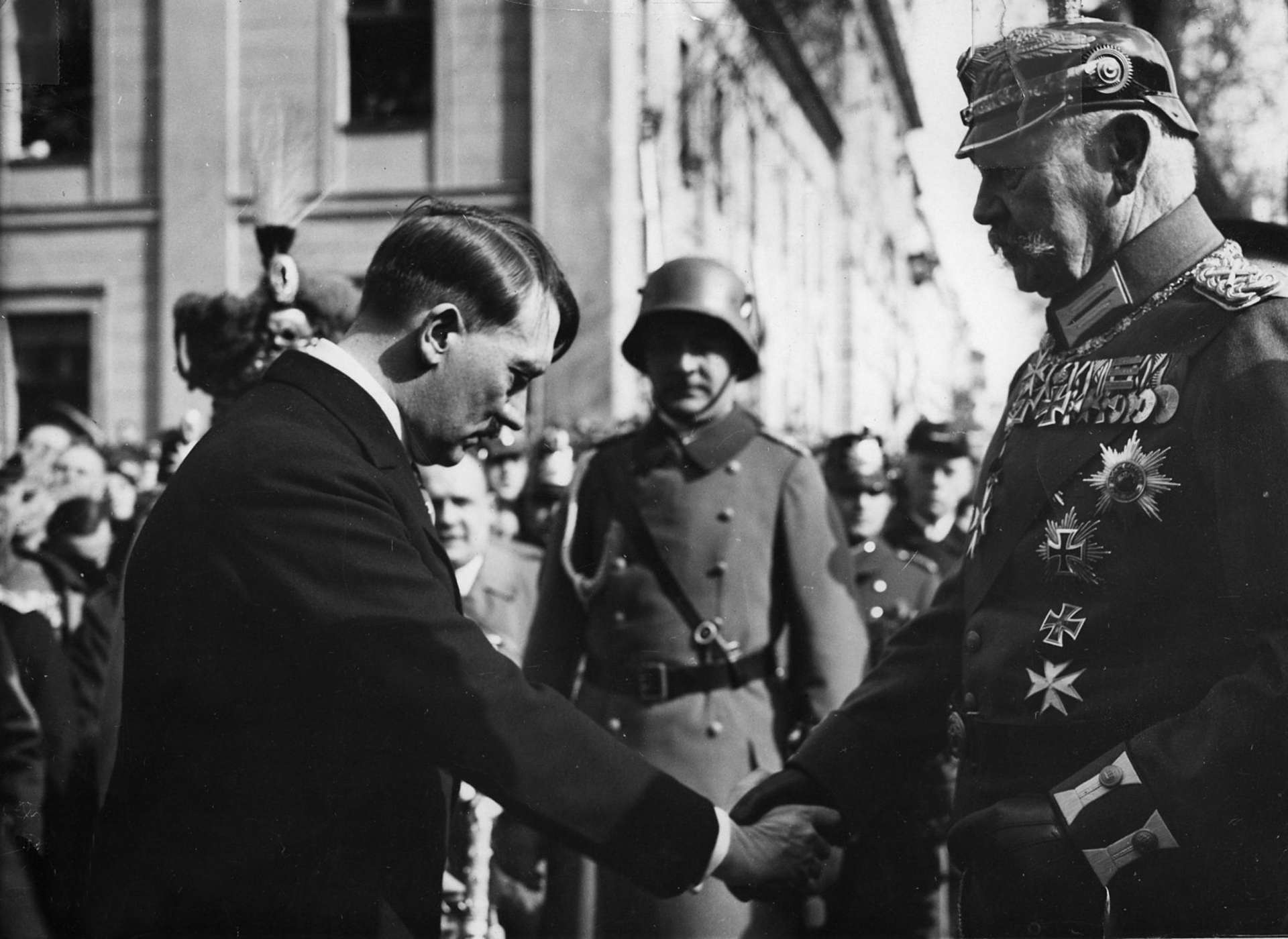
باول فون هيندنبورغ وأدولف هتلر

باول فون هيندنبرغ (بالألمانية: Paul von Hindenburg) قائد عسكري وسياسي ألماني (1847-1934) كان رئيس ألمانيا (1925-1934). حارب في الحرب النمساوية البروسية عام 1866. وكذلك في الحرب الفرنسية البروسية (1870-1871). وارتقى بعدها سلم الرتب العسكرية، ثم تقاعد عام 1911. ولكنها لم تكن سوى البداية. فقد عين بعد ثلاث سنوات في قيادة القوى الألمانية في شرق بروسيا، فتغلب على الروس في معركة تاننبرغ. ثم رٌفع لرتبة مشير. تغلب في السنة التالية على الروس ثانية في بولندا، وعُين رئيساً للجيش بأكمله. وقد وجه مع صديقه لادندروف الإستراتيجية الألمانية بقية الحرب. ولم ينجح بهذا كما أن هذا لم يقلل من سمعته.
انتخب عام 1925 رئيساً لألمانيا (جمهورية فايمار) التي كانت تتخبط في خضم البطالة وتوازنات المدفوعات والمشاكل الأخرى. وكان عليه عام 1933 قبول أدولف هتلر رفيقاً في المستشارية للدولة الألمانية، واعتقد أنه بهذا يستطيع وضعه تحت إمرته، ولكنه كان مسناً للغاية. بعد وفاته عام 1934، تولى هتلر منصبه الرئاسي.

## النشأة
ولد باول لودفيغ هانز أنتون فون أوند فون هيندبورغ في بوسين، بروسيا، لوالده الإقطاعي البروسي هانز روبرت لودفيغ فون بينيكيندورف أوند فون هيندنبورغ (1816-1902) وزوجته لويز شفيكارت (1825-1893)، ابنة الطبيب كارل لودفيغ شفيكارت وزوجته جولي موينيش. أجداده من جهة والده هم أوتو لودفيغ فادي فون بينيكيندورف أوند فون هيندنبورغ (1778-1855)، الذي انحدر من خلالهم من الابنة غير الشرعية للكونت هينريش الرابع من فالديك، وزوجته إليانور فون بريديرفادي (توفيت عام 1863). كان هيندنبورغ أيضًا ينحدر مباشرة من مارتن لوثر وزوجته كاتارينا فون بورا، من خلال ابنتهم مارغريت لوثر. كان أخوته وأخته الأصغر هم أوتو (مواليد 1849)، وإيدا (مواليد 1851) وبيرنارد (مواليد 1859). كانت عائلته بأكملها من البروتستانت اللوثريين في الكنيسة الإنجيلية في بروسيا، والتي تضم منذ عام 1817 كلًا من أبناء الرعية الكالفينيين واللوثريين.
كان باول فخورًا بعائلته ويمكنه تتبع أسلافه حتى عام 1289. تم اعتماد الكنية المزدوجة في عام 1789 لضمان الميراث وظهرت في الوثائق الرسمية، لكنهم كانوا يستخدمون في الحياة اليومية كنية فون بينيكيندورف. وفقًا لتقاليد العائلة فإن والده دعم عائلته بصفته ضابطًا للمشاة؛ تقاعد وهو برتبة رائد. زاروا جده في الصيف في مقاطعة هيندنبورغ التابعة لنيوديك في شرق بروسيا. التحق باول بمدرسة هيئة الأركان العسكرية في والستات (المعروفة الآن باسم بلينيكي بول، بولندا). نُقل في سن السادسة عشر إلى المدرسة في برلين، وفي سن الثامنة عشر عمل خادمًا لأرملة ملك بروسيا فريدريك ويليام الرابع. تم تقديم الخريجين الذين سيدخلون إلى الجيش إلى الملك ويليام الأول، الذي طلب أسماء آبائهم ورتبهم. أصبح ملازمًا ثانيًا في الفوج الثالث في حرس المشاة.

## في الجيش البروسي

### تأثيره في الحربين
عندما اندلعت الحرب النمساوية البروسية في عام 1866 كتب هيندنبورغ إلى والديه: «أبتهج في هذا المستقبل المشرق. الحرب هي الحالة الطبيعية للأشياء بالنسبة للجندي.. إذا سقطت سيكون هذا أكثر موت مشرف وجميل». فقد وعيه لفترة وجيزة خلال معركة كونيغراتز الحاسمة، بسبب رصاصة اخترقت خوذته وجرحت الجزء العلوي من جمجمته. استعاد وعيه بسرعة ولف رأسه بمنشفة واستأنف قيادة كتيبته، وفاز بميدالية. كان ضابطًا مساعدًا في الكتيبة عندما اندلعت الحرب الفرنسية البروسية (1870-1871). بعد عدة أسابيع من السير، هاجم الحراس قرية سان بريفا (بالقرب من ميتز). عند تسلقهم منحدرًا خفيفًا، تعرضوا لإطلاق نار كثيف من البنادق الفرنسية المتفوقة. جاءت المدفعية البروسية بعد أربع ساعات لتفجير الخطوط الفرنسية بينما اجتاح المشاة الخطوط الفرنسية، وهم بكامل حماسهم للمعركة. تكبد فوجه خسائر وصلت إلى 1096 مصاب، وأصبح هو ضابطًا مساعدًا لقائد الفوج. كان الحراس متفرجين في معركة سيدان، وجلسوا على مدى الأشهر التالية على خطوط الحصار المحيطة بباريس. انتخب ممثلًا عن فوجه في قصر فيرساي عندما تم الإعلان عن الإمبراطورية الألمانية في 18 يناير 1871؛ بطوله البالغ 1.98 متر (6 أقدام و6 بوصات) وجسده العضلي وعينيه الزرقاوين المدهشتين، كان شخصية مثيرة للإعجاب. بعد استسلام فرنسا راقب من بعيد قمع كومونة باريس (الثورة الفرنسية الرابعة).

## وصلات خارجية
- باول فون هيندنبورغ على موقع IMDb (الإنجليزية)
- باول فون هيندنبورغ على موقع الموسوعة البريطانية (الإنجليزية)
- باول فون هيندنبورغ على موقع إن إن دي بي (الإنجليزية)
- باول فون هيندنبورغ على موقع قاعدة بيانات الفيلم (الإنجليزية)

- Military service record of Paul von Hindenburg
- Generalfeldmarschall von Beneckendorff und von Hindenburg at www.rosenberg-wpr.de (German only, with many photos)
- http://www.dhm.de/lemo/html/biografien/HindenburgPaul/index.html (German only, some photos)
- Out Of My Life by Paul von Hindenburg at archive.org
- Date of retirement
- Historical film documents on Paul von Hindenburg at www.europeanfilmgateway.eu